# Heteragrion aurantiacum
Heteragrion aurantiacum är en trollsländeart som beskrevs av Selys 1862. Heteragrion aurantiacum ingår i släktet Heteragrion och familjen Megapodagrionidae. IUCN kategoriserar arten globalt som livskraftig. Inga underarter finns listade i Catalogue of Life.